# Disney Cinemagic (Italia)
Disney Cinemagic è stato un blocco televisivo italiano trasmesso sul canale satellitare Sky Cinema Family che offriva i migliori film Disney, anche in alta definizione.
Il blocco trasmetteva prime TV dei film Disney, dai grandi classici ai moderni maggiormente di produzione Walt Disney ogni giorno, ed inoltre archivi dei cartoni classici Topolino & Co., serie animate come Lilo & Stitch, House of Mouse - Il Topoclub,Timon e Pumbaa e Mickey Mouse Works. Negli altri stati europei il canale è stato chiuso, o, in Regno Unito e in Francia, sostituito rispettivamente dai canali Sky Cinema Disney e Disney Cinema (chiusi rispettivamente il 31 dicembre e l'8 aprile 2020), che trasmettono solo film. In Australia era invece presente Foxtel Movies Disney, un canale del tutto simile a Disney Cinemagic, mentre in Spagna era presente il canale Movistar Disney, ma entrambi i canali sono stati chiusi rispettivamente il 7 novembre 2019 e il 31 marzo dell'anno successivo.
Il primo film ad avere inaugurato la programmazione di Disney Cinemagic è stato il classico Fantasia il 3 dicembre 2011 alle 16:30. Altri film di rilievo che hanno contribuito a rendere sempre più completa l'offerta del blocco televisivo sono stati Alice nel Paese delle Meraviglie, Bambi, Cars - Motori ruggenti, Hercules, La bella e la bestia, Ratatouille. Il 30 giugno 2019, il blocco è stato soppresso con la trasmissione dell’ultimo film, Dinosauri.
Ospitato da uno dei canali cinema dell'offerta Sky, Disney Cinemagic trasmetteva in genere 6 o 8 film ogni weekend, proponendoli il sabato dalle 16:30 alle 21:00 e in replica la domenica dalle 10:00. Sporadicamente, alcune prime TV di importante rilievo venivano trasmesse in prima serata alle 21:00.